# Miareczkowanie

Porównanie miareczkowania alkacymetrycznego kontrolowanego za pomocą wskaźnika pH (z lewej) i pH-metru (z prawej)

Miareczkowanie – chemiczna technika analizy ilościowej polegająca na kontrolowanym dodawaniu np. z biurety roztworu o znanym stężeniu, tzw. titranta, do roztworu badanego zawierającego analit. Obserwacja zmian zachodzących podczas procesu pozwala określić stężenie danej substancji w analicie.
W metodach miareczkowych wykorzystuje się reakcje chemiczne:
- przebiegające stechiometrycznie (ilościowo)
- przebiegające szybko
- których punkt równoważnikowy można wyznaczyć dokładnie
- w których biorą udział związki chemiczne tworzące roztwory trwałe w warunkach miareczkowania.

Metody miareczkowe umożliwiają w sprzyjających warunkach oznaczanie z dużą dokładnością (z niepewnością 0,1–0,2%), ustępują jednak nieco pod tym względem metodom wagowym. Dokładność metod miareczkowych zależy w dużym stopniu od dokładności nastawienia miana titranta. Podczas ważenia na wadze analitycznej możliwy do popełnienia błąd jest niewielki w porównaniu z błędami, jakie można popełnić przy odczytywaniu poziomu cieczy w biurecie, przy pipetowaniu i określaniu współmierności naczyń miarowych. Metody miareczkowe przewyższają metody wagowe szybkością wykonania, zwłaszcza wtedy, gdy w momencie oznaczania danej substancji dysponuje się gotowym titrantem.
Roztwory odczynników o znanym stężeniu (mianie) używane do miareczkowania nazywa się roztworami mianowanymi. Stężenia roztworów mianowanych wyraża się molowością (mol/l).

## Rodzaje miareczkowania
Ze względu na rodzaj reakcji w roztworze: 
- alkacymetria – czyli miareczkowanie oparte na reakcji zobojętniania; titrant reagując z analitem zmienia pH układu; zmiany pH można obserwować dzięki zastosowaniu chemicznych wskaźników pH lub mierzyć za pomocą pH-metrów
- redoksymetria – oparta jest na reakcji redoks, która powoduje albo zmianę barwy albo zmianę przewodnictwa elektrycznego (konduktometria)
- kompleksometria – oparta jest na reakcjach, w których powstają zwykle barwne związki kompleksowe; najczęściej stosowaną tu techniką jest kompleksonometria[2]
- metody strąceniowe, np. argentometria – oparte na reakcjach tworzenia się trudno rozpuszczalnych osadów o ściśle określonym składzie, powstających szybko i łatwo opadających na dno

Klasyfikacja wg sposobu prowadzenia miareczkowania:
- miareczkowanie bezpośrednie – wykorzystanie bezpośredniej reakcji między titrantem a oznaczanym związkiem chemicznym
- miareczkowanie pośrednie – oznaczany związek nie reaguje bezpośrednio z titrantem, lecz pośrednio z inną substancją, a miareczkowany jest produkt tej reakcji
- miareczkowanie odwrotne – do badanego roztworu dodaje się znaną ilość titranta w nadmiarze. Po upływie czasu niezbędnego do zakończenia reakcji odmiareczkowywuje się nadmiar odczynnika odpowiednio dobranym roztworem mianowanym.